# Жмур, Владимир Владимирович
Владимир Владимирович Жмур (родился 6 февраля 1950 года) — советский и российский физик, специалист в области физики моря, член-корреспондент РАН (2019).

## Биография
Родился 6 февраля 1950 года.
В 1973 году — окончил факультет аэрофизики и космических исследований МФТИ.
С 1976 по 1979 годы — работал Институте земного магнетизма, ионосферы и распространения радиоволн имени Н. В. Пушкова РАН.
В 1977 году — защитил кандидатскую диссертацию, тема: «Влияние непрерывной плотностной стратификации океана и океанической циркуляции на устойчивость волн Россби».
С 1980 года по настоящее время — работает в Института океанологии имени П. П. Ширшова РАН, заведующий лабораторией морских течений (с 2006 года).
В 1993 году — защитил докторскую диссертацию, тема: «Динамика мезомасштабных океанских вихрей».
С 1995 года по настоящее время — заведующий кафедрой термогидромеханики океана МФТИ.
В 2019 году — избран член-корреспондентом РАН.

## Научная деятельность
Специалист в области физики моря.
Основные направления исследований: нелинейные взаимодействия волн Россби, теория мезомасштабных вихрей океана, рассеяние внутренних волн на ансамбле неоднородностей гидрофизических полей, индуцированные электромагнитные поля океана гидродинамического происхождения.
Им и его учениками разработана теория однородных трёхмерных эллипсоидальных вихрей океана. Теория описывает поведение вихрей в покоящемся океане, в фоновых потоках и обобщает аналогичные задачи двумерной гидродинамики (такие как вихри Кирхгофа, Чаплыгина) на случай трёхмерных вихрей геофизической гидродинамики. Ряд задач не имеет аналогов в двумерной гидродинамике.
Им изучались условия выживания вихрей к их растяжению фоновыми неоднородными потоками. Предложена модель, описывающая ансамбль взаимодействующих вихрей.
Предложенные теории объясняют ряд свойств, наблюдаемых в вихрях реального океана, например, в эксперименте ПОЛИМОДЕ.
В последнее десятилетие основное направление исследований — придонные взвесенесущие течения на склонах дна океанов и морей. Им и его учениками разработана теория образования катастрофически сильных придонных течений.
Участвовал в 10 морских научно-исследовательских экспедициях на судах Института океанологии.
Автор более 150 научных работ, одной монографии и 10 авторских свидетельств и патентов.

## Награды
- Благодарность Президента Российской Федерации (5 февраля 2024 года) — за заслуги в развитии отечественной науки, многолетнюю плодотворную деятельность и в связи с 300-летием со дня основания Российской академии наук[3]